# Histoire de l'art (film)
Pour les articles homonymes, voir Histoire de l'art (homonymie).
Pour plus de détails, voir Fiche technique et Distribution.
Art History est un film dramatique américain sorti en 2011 réalisé par Joe Swanberg et écrit par Swanberg, Josephine Decker et Kent Osborne. Les vedettes du film sont Decker, Swanberg, Osborne, Adam Wingard et Kris Swanberg dans les rôles de cinéastes dont leur vies sont compliquées par une scène de sexe explicite dans un film d'art et d'essai.

## Prémisse
Lors du tournage d'une scène de sexe difficile et explicite pour un film d'art et d'essai, Juliette et Eric, les deux acteurs impliqués, entament une liaison hors écran. Le réalisateur, Sam, devient jaloux de leur relation, ce qui complique sa relation de travail avec eux.

## Casting
- Joséphine Decker dans le rôle de Juliette
- Joe Swanberg dans le rôle de Sam
- Kent Osborne dans le rôle d'Eric
- Adam Wingard dans le rôle de Bill
- Kris Swanberg dans le rôle d'Hillary

## Date de sortie
Art History avait été présenté en avant première au Festival international du film de Berlin de 2011.

## Réception
Metacritic, un agrégateur de critiques, avait noté le film 36/100 basé sur 4 revues. Joe Weissberg de Variety avait écrit, "Future art historians may use Joe Swanberg's latest to illustrate the paucity of ideas and means in the 2010s." Ce qui signifie « Les futurs historiens de l'art pourraient utiliser le dernier ouvrage de Joe Swanberg pour illustrer la pénurie d'idées et de moyens dans les années 2010. » Neil Genzlinger venant du journal The New York Times avait appelé la prémisse "tediously obvious", autrement dit « fastidieusement évident » . Michelle Orange de The Village Voice, avait complimenté l'éclairage et l'ambiance du film, qui, selon elle, ne compensaient pas le manque de développement de l'histoire ou des personnages.
Richard Brody de The New Yorker avait écrit que les détracteurs qui le compare à Ingmar Bergman Persona passent à côté de l'essentiel, bien que Brody avait affirmé que l'image de Swanberg est "of a kind" c'est-à-dire « du même genre » que celles prises par Bergman dans les années 50 et 60. Erik Kohn de Indiewire l'avait décrit comme "essentially Swanberg's version of Zack and Miri Make a Porno, and, within the larger context of his career, just as inconsequential" traduit comme «essentiellement la version de Swanberg de Zack et Miri font un porno, et, dans le contexte plus large de sa carrière, tout aussi insignifiante» Jesse Cataldo du magazine Slant Magazine l'avait noté de 3 étoiles sur 4 et avait écrit, "Art History stands out as one of his most visually and conceptually accomplished experiments." qui veut dire «Art History  apparaît comme l’une de ses expériences les plus abouties sur le plan visuel et conceptuel.» Christopher Bourne de Twitch Film l'avait qualifié d'« examen complexe et troublant du processus créatif » et de ses pressions psychologiques, "a complex and unsettling examination of the creative process" dans la version original.